# صمويل سانتشيث
صمويل سانتشيث غونثاليث (بالإسبانية: Samuel Sánchez González، ولد في 5 فبراير 1978، أوفييدو، أستورياس، إسبانيا) دراج إسباني .
حصل على الميدالية الذهبية في دورة الألعاب الأولمبية الصيفية عام 2008.

## إنجازاته

### الألعاب الأولمبية الصيفية
- 2008 بكين  الصين:  ميدالية ذهبية في سباق الدراجات الهوائية على الطريق.

### سباق الطوافات الكبرى
- طواف فرنسا
  - 2010: المرتبة الثالثة بطواف فرنسا.
- طواف إسبانيا
  - 2007: المرتبة الثالثة بطواف إسبانيا.
  - 2009: المرتبة الثانية بطواف إسبانيا.

### سجل المراكز
- حقق المركز الـ 10 في طواف إسبانيا 2005
- حقق المركز الـ 7 في طواف إسبانيا 2006
- حقق المركز الـ 3 في طواف إسبانيا 2007
- حقق المركز الـ 6 في سباق طواف فرنسا 2008
- حقق المركز الـ 2 في طواف إسبانيا 2009
- حقق المركز الـ 3 في طواف إقليم الباسك 2009
- حقق المركز الـ 2 في سباق طواف فرنسا 2010
- حقق المركز الـ 5 في باريس-نايس 2011
- حقق المركز الـ 5 في سباق طواف فرنسا 2011
- حقق المركز الـ 6 في طواف إقليم الباسك 2011
- حقق المركز الـ 2 في فولتا كاتالونيا 2012
- حقق المركز الـ 8 في طواف إسبانيا 2013
- حقق المركز الـ 9 في كريثيديا دو دوفين 2013
- حقق المركز الـ 6 في طواف إسبانيا 2014
- حقق المركز الـ 12 في سباق طواف فرنسا 2015
- حقق المركز الـ 2 في طواف يوركشاير 2015